# Lazar Mojsov
Pour les articles homonymes, voir Mojsov.
Lazar Mojsov (en Macédonien Лазар Мојсов), né le 19 décembre 1920 et mort le 25 août 2011, est un journaliste macédonien et également un homme politique et un diplomate communiste de la République fédérative socialiste de Yougoslavie.

## Biographie
Mojsov possédait un doctorat de l'Université de Belgrade en faculté de droit. Il était un partisan antifasciste durant la Seconde Guerre mondiale et continua à gravir les échelons dans la Ligue des communistes de Yougoslavie après 1945. Il occupait le poste de mandataire général de la République socialiste de Macédoine de 1948 à 1951. Durant les deux décennies suivantes, il fut membre du parlement de Yougoslavie et de la RS de Macédoine. Il était également éditeur en chef du journal Nova Makedonija.
Il a également commencé une carrière diplomatique en devenant ambassadeur de la Yougoslavie envers l'Union soviétique et la Mongolie de 1958 à 1961 et envers l'Autriche de 1967 à 1969. De 1969 à 1974, il devint ambassadeur yougoslave envers les Nations unies, le Guyana et la Jamaïque.
De 1974 à 1982, Mojsov a occupé le poste de ministre des Affaires étrangères. Il devient en 1977 le Président de l'Assemblée générale des Nations unies. Il devient président de la Ligue des communistes de Yougoslavie de 1980 à 1981 et renouvelle un mandat de ministre des Affaires étrangères de 1982 à 1984. Il est élu comme membre de la présidence yougoslave en 1984 en tant que représentant de la RS de Macédoine. Il a occupé le poste de président de 1987 à 1988. Il a quitté le conseil présidentiel en 1989.
Mojsov donna également de nombreuses conférences et écrits à propos des relations internationales.
Il décède le 25 août 2011 à Belgrade. Il repose au cimetière Novo groblje qui est réservé aux citoyens distingués.